# Чкалов (Аллаиховский улус)
Чка́лов (якут. Чкалов) — село в Аллаиховском улусе Якутии России. Административный центр и единственный населённый пункт в Бёрёлёхском наслеге.

## География
Посёлок находится в заполярной зоне, на реке Бёрёлёх. Расположен в 120 км к западу от улусного центра Чокурдах.

## История
Согласно Закону Республики Саха (Якутия) от 30 ноября 2004 года N 173-З N 353-III, село стало административным центром муниципального образования Бёрёлёхский наслег.

## Население
| 2002 | 2010 | 2011 | 2012 | 2013 | 2014 | 2015 | 2016 | 2017 | 2018 | 2019 |
| ---- | ---- | ---- | ---- | ---- | ---- | ---- | ---- | ---- | ---- | ---- |
| 195  | ↘155 | ↘154 | ↘148 | ↘146 | ↘140 | ↗141 | ↘138 | ↘137 | ↘135 | ↗140 |
| 2020 | 2021 |      |      |      |      |      |      |      |      |      |
| ↘134 | ↗137 |      |      |      |      |      |      |      |      |      |

## Инфраструктура
В 2018 году построена дизельная электростанция.

## Ссылка
- sakha.gov.ru — официальный сайт информационного портала Республики Саха (Якутия)
- № 0132948 / Реестр наименований географических объектов на территорию Республики Саха (Якутия) по состоянию на 13.12.2018 // Государственный каталог географических названий / rosreestr.ru.
- Лист карты R-55-050.